# Académica do Fogo

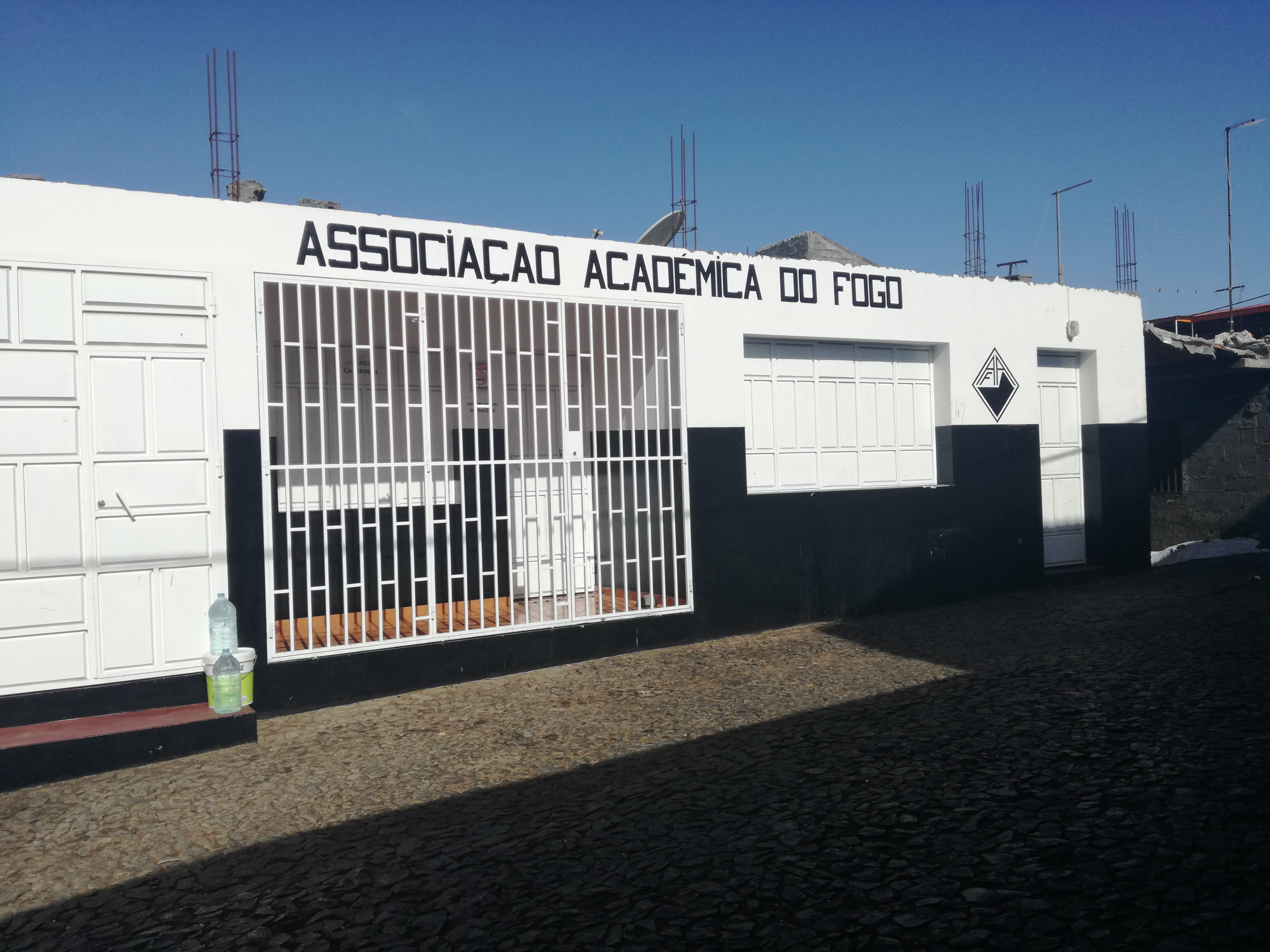
Sede del Académica do Fogo

El Académica do Fogo es un equipo de fútbol de Cabo Verde, de la localidad de São Filipe en la isla de Fogo. Juega en el campeonato regional de Fogo.

## Historia

### Años 2010
Durante la primera mitad década el club disfutó de una época dorada donde consiguió tres campeonatos regionales consecutivos, y a nivel nacional ha pasado siempre de la fase de grupos, en la cual solo ha perdido un partido de la primera fase del campeonato, cayendo eliminado dos veces en semifinales y una en la final del año 2014, que es por ahora su mejor resultado a nivel nacional.

## Estadio
El Académica do Fogo juega en el estadio 5 de Julho situado en la ciudad de São Filipe en la isla de Fogo, el terreno de juego es césped artificial y comparte el estadio con el resto de equipos de la ciudad.

## Palmarés
- Campeonato regional de Fogo: 13

1983-84, 1986-87, 1987-88, 1990-91, 1992-93, 1994-95, 1996-97, 2001-02, 2004-05, 2007-08, 2011-2012, 2012-13 y 2013-14
- Copa de Fogo: 2

2001, 2017

## Otras secciones y filiales
El club dispone de un equipo femenino de voleibol.